# (7154) 1979 MJ5
(7154) 1979 MJ5 (1979 MJ5, 1988 BQ3) — астероїд головного поясу, відкритий 25 червня 1979 року.
Тіссеранів параметр щодо Юпітера — 3.622.